# Stowarzyszenie Sędziów „Themis”
Stowarzyszenie Sędziów „Themis” – drugie co do wielkości stowarzyszenie zawodowe sędziów w Polsce. Zostało założone w 2010. Pierwszą prezes Stowarzyszenia była sędzia Irena Kamińska (2010–2018).

## Cele Stowarzyszenia Themis
Statutowymi celami stowarzyszenia są:
- 1. działanie na rzecz umacniania niezależności sądów i niezawisłości sędziów w celu pełnej realizacji obywatelskiego prawa do sądu;
- 2. upowszechnianie i ochrona obowiązujących w państwie prawa zasad porządku i bezpieczeństwa publicznego, demokracji, ochrony wolności i praw człowieka oraz swobód obywatelskich;
- 3. podnoszenie i pogłębianie kultury prawnej życia społecznego przez podejmowanie i wspieranie służących temu inicjatyw społecznych i obywatelskich;
- 4. wyrażanie poglądów środowiska sędziowskiego w kwestiach dotyczących tego środowiska;
- 5. rozwijanie świadomości i kultury prawnej społeczeństwa;
- 6. doskonalenie wiedzy prawniczej i kwalifikacji zawodowych członków Stowarzyszenia;
- 7. działanie na rzecz integracji europejskiej oraz rozwijanie kontaktów i współpracy między organizacjami prawników a w szczególności stowarzyszeniami sędziów;
- 8. dążenie do integracji środowiska sędziowskiego dla realizacji wspólnych dla tego środowiska celów;
- 9. upowszechnianie wiedzy o roli i zadaniach sądów i sędziów.[4]

## Zarząd Główny (stan w 2018)
- Beata Morawiec – prezes
- Anna Korwin-Piotrowska – wiceprezes
- Irena Kamińska
- Waldemar Żurek
- Beata Donhoffner-Grodzicka
- Aleksandra Kiersnowska-Tylewicz
- Dominik Czeszkiewicz[5]

## Rada Programowa
- Przewodniczący: Sędzia Trybunału Konstytucyjnego w stanie spoczynku – Bohdan Zdziennicki
- Członkowie: Sędzia Sądu Okręgowego w Poznaniu – Anna Czapracka; Sędzia Sądu Najwyższego – Katarzyna Gonera; Sędzia Sądu Rejonowego w Białymstoku – Tomasz Kałużny; Sędzia Sądu Najwyższego – Dariusz Świecki[6]